# Xã St. Charles, Michigan
Xã St. Charles (tiếng Anh: St. Charles Township) là một xã thuộc quận Saginaw, tiểu bang Michigan, Hoa Kỳ. Năm 2010, dân số của xã này là 3.330 người.